# Basso Karabakh
Il Basso Karabakh (anche Karabakh Inferiore) è la parte della regione del Karabakh  che si estende nel territorio tra i fiumi Kura e Aras, a nord e ad est del Nagorno Karabakh.

## Storia
Per quanto non sussistano confini precisi, sulla scorta della mappe storiche, è possibile affermare che la regione del Basso Karabakh comprende:
- il cosiddetto Karabakh settentrionale (Artsakh del Nord), ossia la porzione più settentrionale dell'antica provincia armena di Artsakh, contigua con quella di Utik;
- la piana alluvionale ad est del Nagorno Karabakh corrispondente, grosso modo, ai distretti di  Bərdə, Ağcabədi, Ağdam, Xocavənd, Füzuli, Beyləqan.

## Geografia
Il territorio è più ondulato, a tratti montuoso, nella parte settentrionale mentre è prettamente pianeggiante nella parte orientale. Da un punto di vista politico rientra attualmente nell'Azerbaigian, mentre fino al 2024 rientrava quasi tutto nell'Azerbaigian e in parte nella repubblica dell'Artsakh.